# ویزنگروند
ویزنگروند (به آلمانی: Wiesengrund) یک شهر در آلمان است که در اشپری-نایسه واقع شده‌است. ویزنگروند ۱٬۶۳۶ نفر جمعیت دارد.